# Saint-Sorlin-d'Arves
Saint-Sorlin-d'Arves (Savoyaards: Sent-Sorlen) is een gemeente in het Franse departement Savoie. Ze telt 333 inwoners (2005). De plaats maakt deel uit van het arrondissement Saint-Jean-de-Maurienne. Het dorp is tevens een onderdeel van het skigebied Les Sybelles. Het bevindt zich tegen de Col de la Croix-de-Fer, die vooral bekend is vanwege wielrenetappes in de Ronde van Frankrijk. Het heeft een hoofdstraat met enkele winkels en restaurants.

## Geografie
De oppervlakte van Saint-Sorlin-d'Arves bedraagt 41,6 km², de bevolkingsdichtheid is 8,0 inwoners per km².
De onderstaande kaart toont de ligging van Saint-Sorlin-d'Arves met de belangrijkste infrastructuur en aangrenzende gemeenten.

## Demografie
Onderstaande figuur toont het verloop van het inwonertal (bron: INSEE-tellingen).

## Galerij

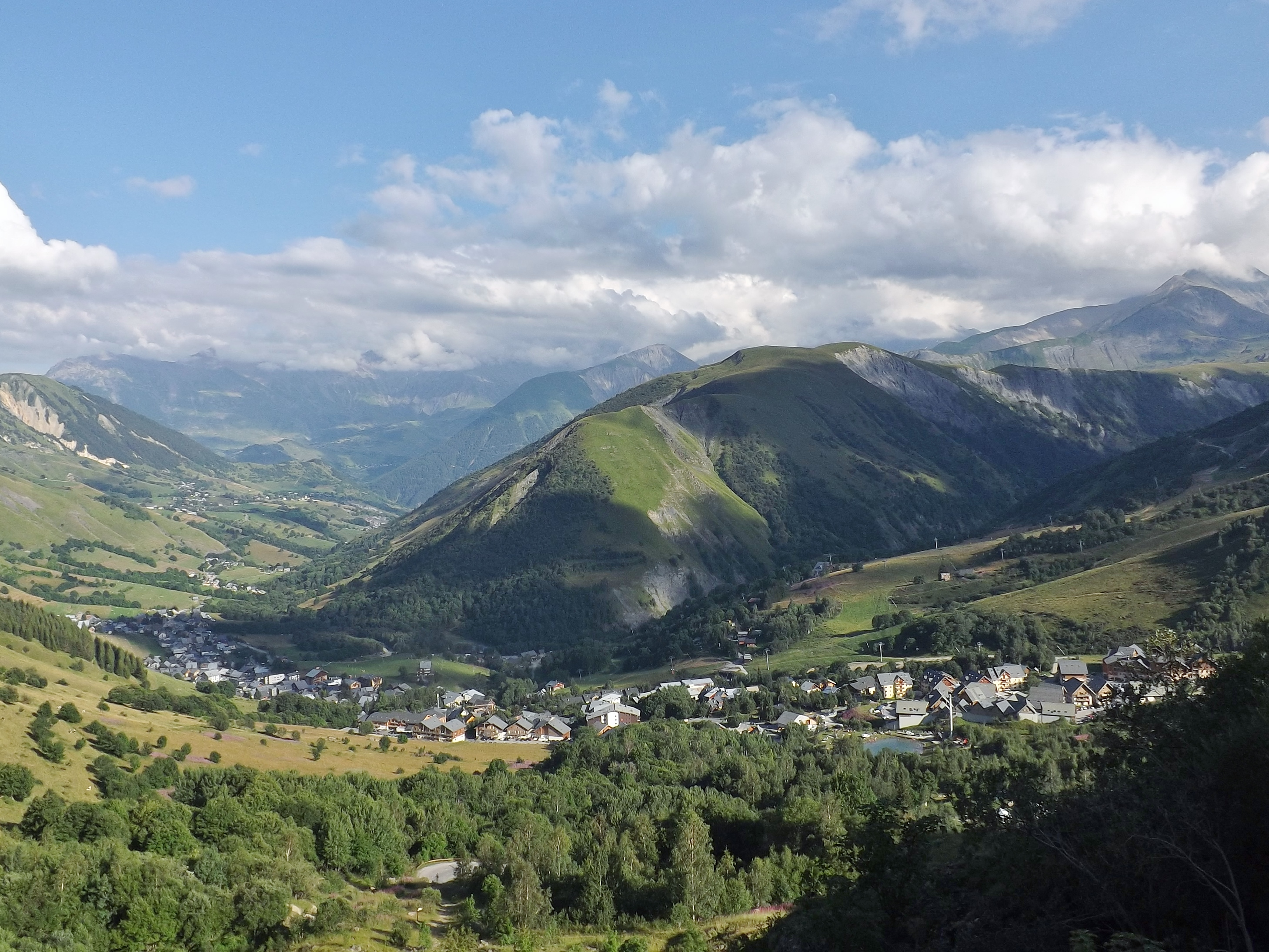
Saint-Sorlin-d'Arves
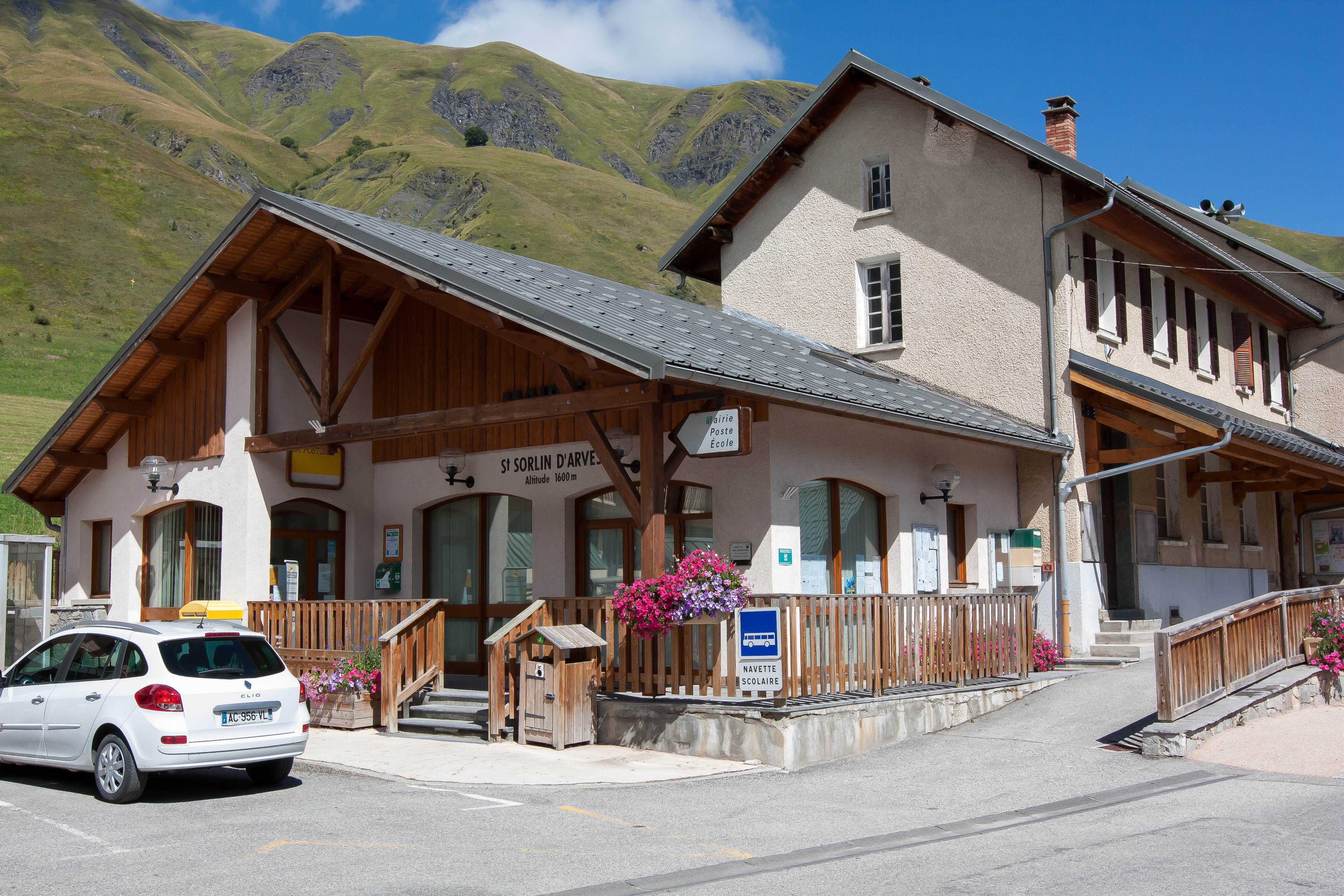
Gemeentehuis
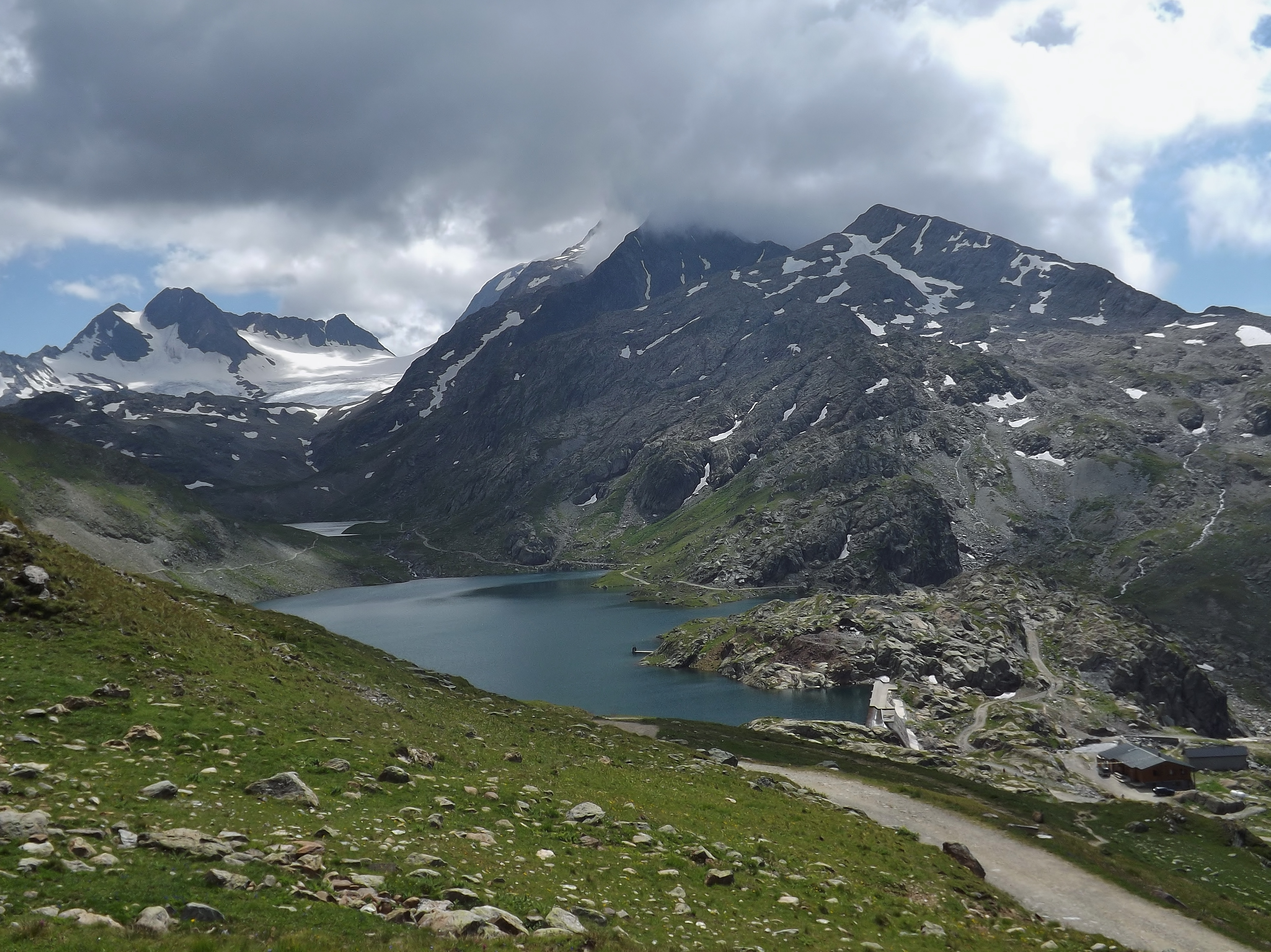
Omgeving
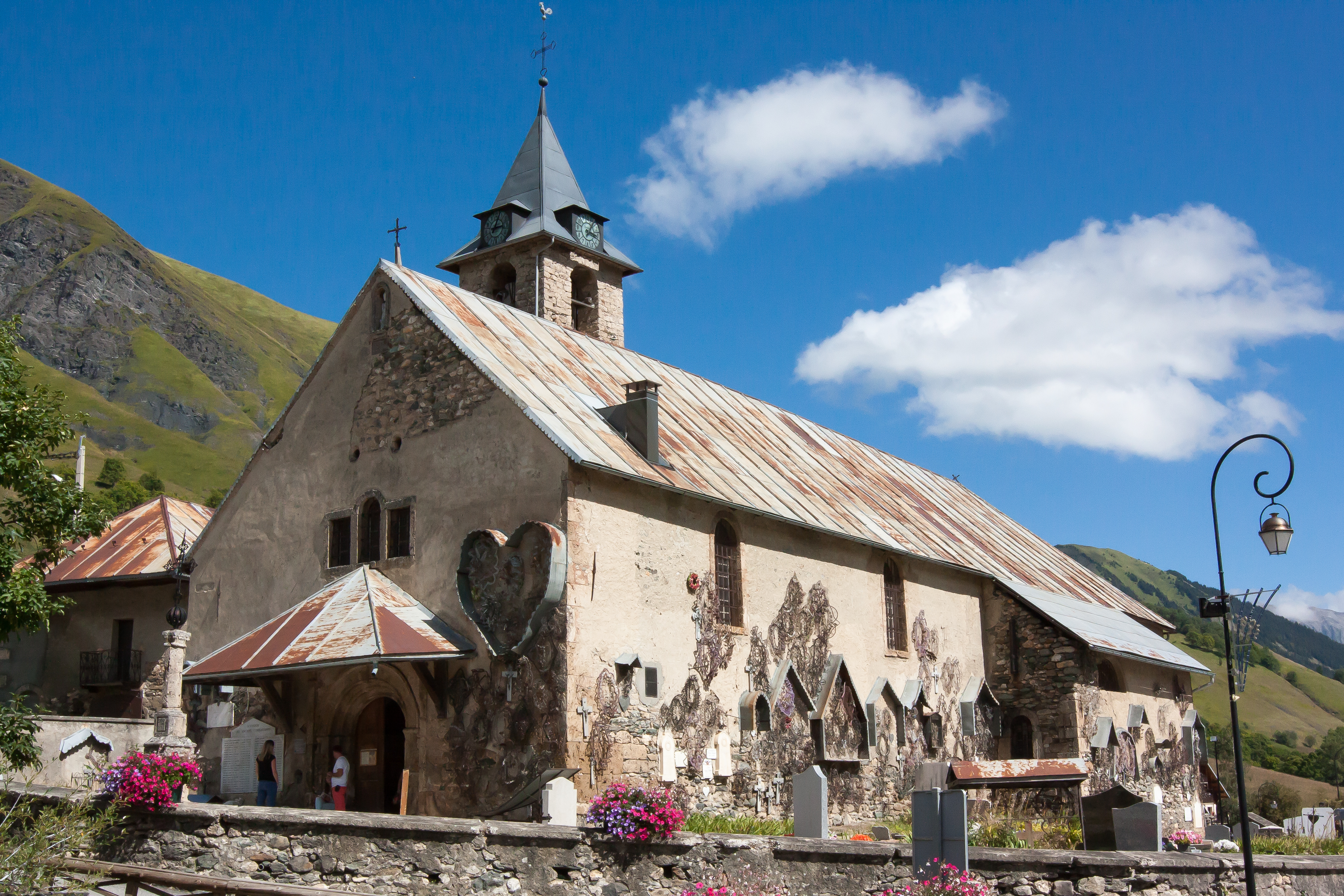
Kerk van Saint-Sorlin-d'Arves